# Senecio cambrensis
Senecio cambrensis е вид растение от семейство Сложноцветни (Asteraceae). Видът е почти застрашен от изчезване.

## Разпространение
То е ендемид в Обединеното кралство и по точно в Северен Уелс.